# عقوبة الإعدام في عمان
إن عقوبة الإعدام في سلطنة عُمان هي من أشد العقوبات القانونية التي ينص عليها القانون العُماني و الدولي . نظمت سلطنة عُمان عقوبة الإعدام في تشريعاتها المحلية مسترشدة بالمبادئ الدولية المنظمة لعقوبة الإعدام وفقًا لحقوق الإنسان . و تنفذ عقوبة الإعدام بناءً على طلب من المدعي العام داخل السجن المركزي أو غيره من سجون ، حيث ينفذه ثلاثة أفراد شرطة يحملون سلاحًا و لا يعرف من لديه دخيرة . يحضر تنفيذ الحكم أعضاء الإدعاء العام و القائم على إدارة السجون و الواعظ و طبيب السجن و من يمثل المحكوم عليه قانويًا . قبل تنفيذ الحكم يحق للمحكوم عليه مقابلة واعظ ديني قبل تنفيذ الإعدام .
الجرائم تؤدي للإعدام

الجرائم التي يعاقب عليها بالإعدام هي : القتل العمد ، و التجارة بالمخدرات ، و الحرق المتعمد، و القرصنة، والإرهاب، والخطف، والعودة إلى ارتكاب الجرائم المشددة التي يعاقب عليها بالسجن مدى الحياة، وقيادة جماعة مسلحة تعمل على نشر الفوضى (مثل التخريب أو النهب أو القتل)، والتجسس، والخيانة، وشهادة الزور التي تؤدي من الممكن  إلى الإعدام الخطأ.

تصديق حكم الإعدام

نصت المادة (288) من قانون الإجراءات الجزائية على أنه لا يجوز تنفيذ حكم الإعدام إلا بعد التصديق عليه من جلالة السلطان ) ، و يكون التصديق من المحكمة العليا و من جلالة السلطان هي الآخر محطات التصديق .

نصت المادة (221) من قانون الإجراءات الجزائية بأنه لا يجوز لمحكمة الجنايات أن تصدر حكمًا بالإعدام إلا بإجماع الآراء . و قبل أن تصدر الحكم إرسال الأوراق إلى لجنة تتكون من :( مستشار الدولة للشؤون الجزائية ، ومستشار الدولة للشؤون العدلية ،وسماحة الشيخ المفتي العام للدولة لإبداء الرأي من الناحية الشرعية .

إذا لم يصل رأيها المحكمة خلال ستين يوم لاستلام الأوراق تبدل عقوية الإعدام بعقوبة السجن المطلق .

حالات وقف تنفيذ الحكم

كفل القانون وقف تنفيذ الحكم في حالة تقديم طعن أمام المحكمة العليا و ذلك بموجب نص المادة( 256). و كذلك في طلب إعادة النظر في الأحكام النهائية حيث يوقف التنفيذ الصادر بالإعدام بموجب قانون وفقًا للمادة (52)البند (ب).

حكم الإعدام تحت 18 سنة

وفقًا لقانون المساءلة الصادر بالمرسوم السلطاني رقم (2008/30) ،لا يحكم على من هم أقل من ثمانية عشر سنة بعقوبة الإعدام أو السجن المطلق ، و تستبدل بالسجن المؤقت وفقًا للمادة (28). و تنفذ العقوبة في دار إصلاح الأحداث.

و من لم يبلغوا التسع سنوات وقت ارتكاب الجريمة فلا يسأل جزائيًا عن ارتكاب الجريمة و تعتبر حالة من حالات موانع المسؤولية الجزائية ، في قانون الجزاء (2018/7) في مادة (49).

آخر عمليات الإعدام

وقد نُفذت آخر عمليات الإعدام في  سلطنة عُمان في عام 2021.

و صوتت عُمان ضد وقف الأمم المتحدة لعقوبة الإعدام

في الأعوام : (2007/2008/2010/2012/ 2014/ 2016 /2018/ 2020)